# Votaciones Nominales en Colombia
Una votación nominal es una votación en la que cada miembro de una corporación de elección popular (congreso, concejos, asambleas y juntas de acción local) vota por una iniciativa en donde quedan registrados los nombres y apellidos de los votantes a favor o en contra.
Las votaciones nominales en el Congreso de la República de Colombia son obligatorias, para todos quienes conformen dichos cuerpos colegiados de naturaleza representativa directa, desde la aprobación del Acto Legislativo 01 de 2009 . (Mayor información en: Página oficial de Congreso Visible de la Universidad de los Andes)

## Antecedentes
Las votaciones nominales se crean con el propósito de hacer visible y pública la trayectoria en materia de votaciones de los congresistas de manera que el elector tenga acceso a las actividades de sus legisladores. Mediante la reforma política que conlleva el Acto Legislativo 01 de 2009, se eliminó la práctica del “pupitrazo”, mediante la cual una votación se decidía por un golpe de los representantes sobre el pupitre. Es a partir de la reforma legislativa que la única forma de tener registro sobre alguna votación es a través de una votación nominal, la cual no existía anterior a la promulgación de la reforma.

## Reforma Política de Colombia de 2009
Artículo principal: Reforma Política de 2009.
El Congreso de la República, máximo órgano legislativo del país, decretó el 14 de julio de 2009 el Acto Legislativo 01 de 2009, a través del cual se modifican y adicionan artículos de la Constitución Política de 1991. La votación nominal se establece mediante el ARTÍCULO 5o de la reforma, que modifica el artículo 133 de la Constitución Política, decretando así que:
• “Los miembros de cuerpos colegiados de elección directa representan al pueblo, y deberán actuar consultando la justicia y el bien común. El voto de sus miembros será nominal y público, excepto en los casos que determine la ley.”
• “El elegido es responsable políticamente ante la sociedad y frente a sus electores del cumplimiento de las obligaciones propias de su investidura.”

## Ponentes del Acto Legislativo 01 de 2009
Partido Conservador Colombiano Archivado el 14 de marzo de 2010 en Wayback Machine.
• Hernán Francisco Andrade Serrano
• Orlando Aníbal Guerra de la Rosa
• Jorge Humberto Mantilla Serrano
• Telésforo Pedraza Ortega
Partido Social de Unidad Nacional  Archivado el 27 de junio de 2010 en Wayback Machine.
• Armando Alberto Benedetti Villaneda
• Elsa Gladys Cifuentes Aránzazu
• Karime Mota y Morad
• Carlos Enrique Soto Jaramillo
• Nicolás Uribe Rueda
• William Vélez Mesa
• Juan Carlos Roberto Vélez Uribe
Partido Cambio Radical  Archivado el 14 de marzo de 2010 en Wayback Machine.
• Tarquino Pacheco Camargo
• Alfonso Valdivieso Sarmiento
• Germán Varón Cotrino
Partido Liberal Colombiano  Archivado el 12 de septiembre de 2010 en Wayback Machine.
• Jesús Ignacio García Valencia
• Edgar Alfonso Gómez Román
• Germán Alonso Olano Becerra
• Guillermo Abel Rivera Flórez
Partido Polo Democrático Alternativo  Archivado el 14 de junio de 2010 en Wayback Machine.
• Gustavo Francisco Petro Urrego
• River Franklin Legro Segura
Partido de Integración Nacional  (enlace roto disponible en Internet Archive; véase el historial, la primera versión y la última).
• Samuel Benjamín Arrieta Buelvas
Movimiento Por el País que Soñamos
• David Luna Sánchez
- Datos: Q6164831